# Zoé Wittock
Zoé Wittock est une scénariste et réalisatrice belge. En 2020, son premier film "Jumbo" est sélectionné à Sundance et la Berlinale, où il remporte le "Guild film preiz". Elle est aussi nommée au prix « Discovery » aux European Film Awards, tandis que le Hollywood Reporter l’inscrit sur la liste des 20 réalisatrices à suivre en 2020. En tant que co-présidente et membre actif de la SRF, elle milite pour plus d’inclusion ainsi que pour la défense des droits d’auteurs dans une industrie en pleine mutation.

## Filmographie

### Réalisatrice

#### Longs métrages
- 2020 : Jumbo

#### Courts métrages
- 2008 : Réveille-toi Sonia
- 2011 : This Is Not an Umbrella
- 2012 : I Still
- 2014 : A demi-mot

### Scénariste
- 2008 : Réveille-toi Sonia d'elle-même
- 2011 : This Is Not an Umbrella d'elle-même
- 2013 : Pact de Ben Adler (co-scénariste)
- 2014 : A demi-mot d'elle-même

### Actrice
- 2007 : A Fair Trade d'Acim Vasic : une femme
- 2013 : Pact de Ben Adler : Lucy
- 2014 : Le Silence de l'Aube de Marine van den Broek : Marie